# Seconde bataille de Petersburg
Pour les articles homonymes, voir Bataille de Petersburg.
Guerre de Sécession
Batailles
Campagne de Richmond-Petersburg
- 1re Petersburg
- 2e Petersburg
- Jerusalem Plank Road
- Raid de Wilson–Kautz
- Stauton River Bridge
- Sappony Church
- 1re Ream's Station
- 1re Deep Bottom
- Cratère
- 2e Deep Bottom
- Globe Tavern
- 2e Ream's Station
- Raid de Beefsteak
- Chaffin's Farm
- Peebles' Farm
- Vaughan Road
- Darbytown & New Market Roads
- Darbytown Road
- Fair Oaks & Darbytown Road
- Boydton Plank Road
- Bataille de Trent's Reach
- Hatcher's Run
- Fort Stedman

La seconde bataille de Petersburg, également connue sous le nom d'assaut sur Petersburg se déroula du 15 au 18 juin 1864, au début de la campagne de Richmond–Petersburg (ou siège de Petersburg). Lors de cette action, l'armée de l'Union, commandée par le lieutenant-général Ulysses S. Grant tente de capturer Petersburg (Virginie), avant que l'armée confédérée de Virginie du Nord du général Robert Lee puisse venir au secours de la ville.
Les quatre jours de combat voient les forces de l'Union attaquer à plusieurs reprises celles, très inférieures en nombre, du général Pierre Gustave Toutant de Beauregard. La force des positions défendues par Beauregard et les manœuvres mal coordonnées des généraux de l'Union (notamment celles du général William F. « Baldy » Smith qui gaspilla les chances de victoire le 15 juin) compensent la disproportion numérique entre les belligérants. Le 18 juin, les renforts substantiels détachés entretemps de l'armée de Lee rendent tout assaut ultérieur impraticable. L'échec de l'Union à défaire les Confédérés marque le début du siège de Petersburg qui va durer près de 10 mois.

## Contexte
La première bataille de Petersburg avait eu lieu le 9 juin 1864, quand le major-général Benjamin Butler, détachant 4 500 hommes de son armée (l'Army of the James) engagée à Bermuda Hundred, avait décider d'attaquer la Dimmock line, une série d'ouvrages défensifs gardant les abords de Petersburg. Les Confédérés sous le commandement unique du général Pierre Gustave Toutant de Beauregard n'étaient alors que 2 500, pour la plupart des adolescents et des hommes âgés. Du côté de l'Union, la pusillanimité du major-général Quincy A. Gillmore et du brigadier-général August Kautz avait conduit à l'échec de l'assaut, gâchant l'opportunité qui se présentait de prendre Petersburg, alors faiblement défendue. Les hommes de Butler avaient alors rejoint leurs camarades engagés à Bermuda Hundred.
En 1864, après la bataille de Cold Harbor (pendant la campagne d'Overland menée par Ulysses S. Grant), l'armée du Potomac esquiva celle de Lee et commença à traverser la James River. L'objectif originel de la campagne d'Overland était de défaire Lee et son Armée de Virginie du Nord dans une bataille décisive, mais Grant changea ses plans et choisit d'attaquer Petersburg, un nœud ferroviaire important qui contrôlait le ravitaillement de Richmond. Grant savait que Lee ne pourrait pas protéger Richmond si Petersburg tombait et qu'il serait alors forcé de l'affronter à découvert. Il connaissait aussi, au vu des assauts du 9 juin, la faiblesse des défenses de Petersburg. La vitesse d'exécution était essentielle au succès de ce plan, qui devait aboutir avant que Lee ne réalise l'objectif réel de Grant et ne renforce Petersburg. En réalité, Lee ne prit complètement conscience des mouvements de Grant que le 18 juin, imaginant jusqu'à cette date que son objectif réel était Richmond. Beauregard, cependant, l'avait averti avec force des dangers que courait Petersburg dès le 9 juin.
Inexplicablement, Grant porte son dévolu, pour conduire l'expédition de Petersburg, sur Butler et l'Army of the James, qui avaient pourtant déçu à Bermuda Hundred. Le 14 juin, il commande à Butler de porter à 16 000 l'effectif du XVIII Corps, commandé par le brigadier-général William F. "Baldy" Smith, comprenant la division de cavalerie de Kautz et de suivre la route utilisée lors de l'assaut manqué du 9 juin. Le plan prévoit que le II Corps de l'armée du Potomac, commandé par le major-général Winfield Scott Hancock, suive Smith. Grant écrivit plus tard dans ses mémoires « Je pensais alors, et je pense toujours, que Petersburg pouvait être prise facilement à ce moment-là. »
L'avantage des Confédéré résidait dans la force de la Dimmock Line, des positions d'artillerie extrêmement solides connectées par des tranchées et des talus courant tout autour de la ville sur plus de 16 km et appuyées, à l'ouest comme à l'est, sur l'Appomattox River. Beauregard, incapable de défendre l'intégralité de cette ligne, avait concentré 2 200 hommes, commandés par le brigadier-général Henry A. Wise, dans le secteur nord-est, entre le redent n°1 sur l'Appomattox River et le redent n°23 qui protégeait la ligne de chemin de fer Norfolk-Petersburg (en) au sud-ouest. Même en les concentrant, ses fantassins étaient anormalement espacés, à 3 mètres les uns des autres. Le reste de ses forces faisaient face à celles de Butler à Bermuda Hundred.

## La bataille

### 15 juin

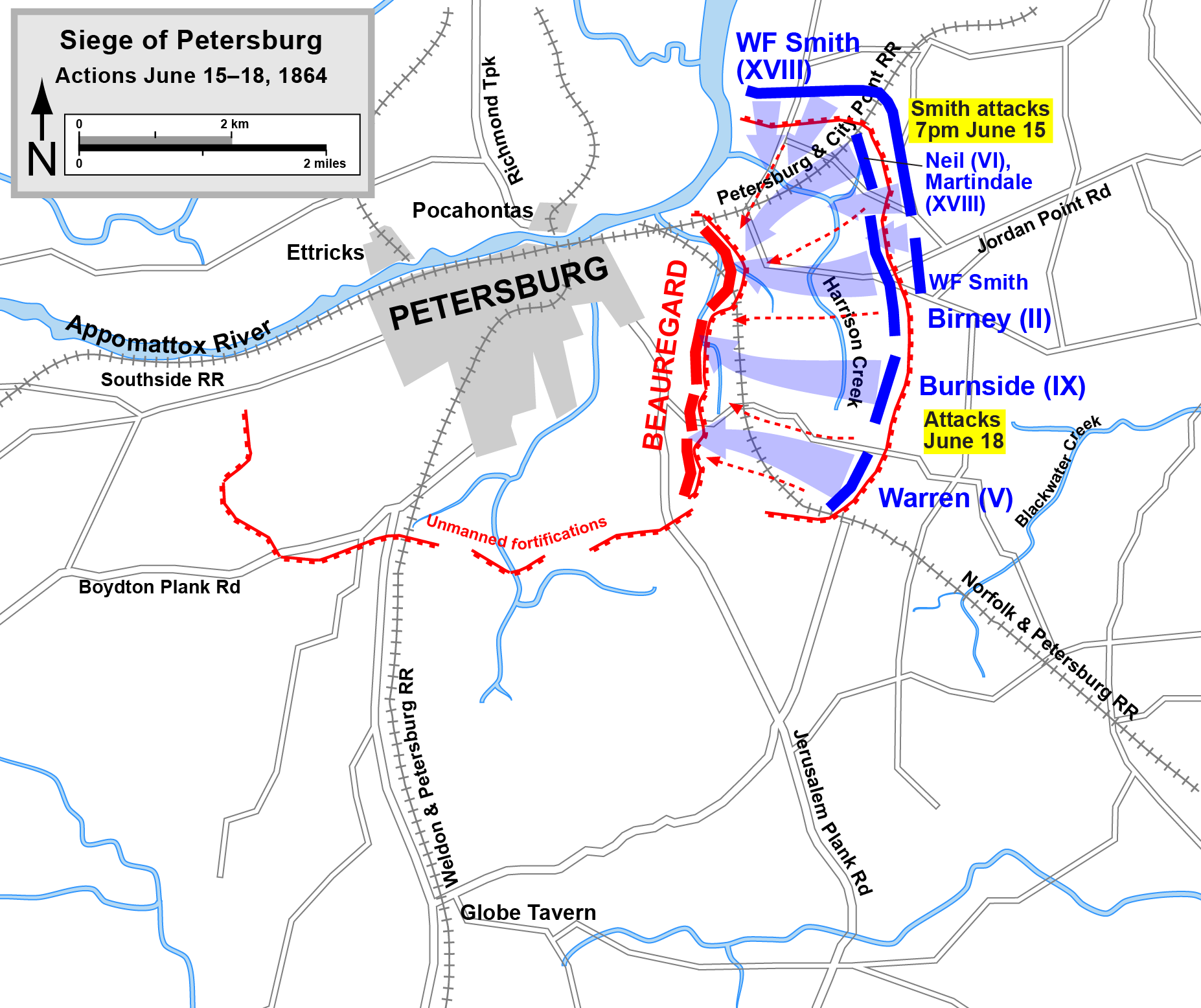
Siège de Petersburg, assauts des 15–18 juin 1864.
Confédérés
Union

"Baldy" Smith et ses hommes traversent l'Appomattox peu après l'aube du 15 juin. Ses forces sont composées des divisions d'infanterie des brigadiers-généraux William T. H. Brooks, John H. Martindale et Edward W. Hinks, appuyés par la division de cavalerie du brigadier-général August Kautz. Les barges de débarquement éparpillent les hommes au hasard sur la rive opposée, compliquant l'exécution du plan confié à Smith et gaspillant un temps précieux pour les regrouper. Les cavaliers de Kautz sont chargés de dégager la ligne pour l'infanterie, Brooks et Martindale doivent descendre vers City Point Railroad, et les troupes de couleur de Hinks avancer sur Jordan Point Road.
Mais après le débarquement, les contretemps s'accumulent. La cavalerie rencontre une résistance inattendue à Baylor's farm, au nord-est de Petersburg. Les hommes de Hinks lancent deux attaques sur les Confédérés et capturent une pièce d'artillerie, mais le reste du mouvement est retardé jusqu'au début de l'après-midi. Smith effectue une reconnaissance et, malgré ses incertitudes concernant la solidité de la position ennemie, projette d'emporter la ligne de défense. Mais il est à nouveau retardé quand l'officier commandant son artillerie décide d'abreuver tous ses chevaux au même moment, immobilisant ainsi ses canons jusqu'à 19 h.
Pendant que Smith perd du temps, Kautz atteint, vers midi, la ligne de chemin de fer face au redent n°20, sur le flanc droit de la ligne confédérée. Quelque 600 sudistes commandés par le brigadier-général James Dearing bombardent Kautz avec leur artillerie et les cavaliers de l'Union n'arrivent pas à s'approcher à moins de 450 mètres de la ligne. Comme le 9 juin précédent, Kautz, épiant des signes d'un renfort de Smith sur sa droite et ne percevant aucun mouvement, décide d'abandonner et se retire.
Quand Smith lance finalement son assaut, ses tirailleurs balayent les terrassements confédérés sur un front de plus de 5 km, et capturent les batteries 3 et 5-11, forçant les Confédérés à se replier sur la ligne moins solide d'Harrison's Creek. En dépit de ce premier succès et de la perspective, face à lui, d'une ville pratiquement sans défense, Smith décide alors d'attendre l'aube pour poursuivre son attaque. Sur ces entrefaites, Winfield Hancock, habituellement pugnace et décidé, arrive au quartier-général de Smith et, incertain de l'état des lieux et des ordres qui lui ont été donnés, se laisse convaincre (bien que supérieur en grade) d'attendre. La prestation contestable de Smith ce jour-là sonnera la fin de sa carrière d'active. Butler l'accusera indirectement de manœuvres dilatoires et leur querelle remontera jusqu'à Grant. Alors que celui-ci envisageait de remplacer Butler par Smith à la tête de l'Army of the James, il décidera finalement de garder Butler et de renvoyer Smith à New York pour y attendre des ordres qui n'arriveront jamais.
Beauregard devait écrire plus tard que Petersburg « était à ce moment clairement à la merci du commandant de l'Union, qui la captura presque ». Profitant du répit qui lui est accordé, et sans instructions en provenance de Richmond, il décide, seul, de dégarnir les défenses de la Howlett Line qui contient l'armée de Butler à Bermuda Hundred, libérant les divisions des majors-généraux Robert Hoke et Bushrod Johnson disponibles pour renforcer la nouvelle ligne de défense de Petersburg. Cette décision risquée ouvre la possibilité à Butler de déplacer son armée entre Petersburg et Richmond (condamnant ainsi la capitale confédérée), mais, une fois de plus, il ne saisit pas l'occasion qui se présente à lui.

### 16 juin
Au matin du 16 juin, Beauregard a concentré quelque 14 000 hommes sur sa nouvelle ligne défensive, ce qui est peu comparé aux 50 000 fédéraux qui lui font maintenant face. Grant est arrivé, accompagné du IX Corps du major-général Ambrose Burnside. Il a clarifié les ordres de Hancock et ordonné une reconnaissance des points faibles de la défense ennemie. Hancock, momentanément responsable de l'armée du Potomac jusqu'à l'arrivée du major-général George G. Meade, dispose alors le XVIII Corps de Smith à droite, son propre IIe corps au centre, et le IXe corps de Burnside sur la gauche.
Hancock lance son assaut vers 17h30, en faisant avancer lentement ses trois corps. Les hommes Beauregard défendent vaillamment, levant de nouveaux terrassements en arrière de leurs lignes chaque fois qu'elles sont rompues. À l'arrivée de Meade, une seconde vague est lancée et le brigadier-général Francis C. Barlow conduit sa division contre les redents 13, 14 et 15. L'artillerie confédérée cause des dommages importants à l'Union, et tue le colonel Patrick Kelly (en), qui commande la célèbre brigade irlandaise. À peine les hommes de Barlow ont-ils atteint leur objectif qu'une contre-attaque les oblige à se replier, abandonnant à l'ennemi de nombreux prisonniers, tandis que les survivants s'enterrent à proximité des lignes ennemies.

### 17 juin
La journée du 17 juin voit des attaques sporadiques de l'Union, débutant sur le flanc gauche où deux brigades du IX Corps de Burnside, commandées par le brigadier-général Robert Brown Potter (en), parviennent à approcher discrètement la ligne des Confédérés et à les prendre par surprise au lever du soleil. Cette initiative leur permet de prendre plus d'un kilomètre et demi de fortifications et de capturer 600 prisonniers, mais leur effort est anéanti lorsqu'il se lancent à l'assaut de la seconde ligne de retranchement. Empêtrés dans des chablis disposés dans un ravin, ils sont pris en enfilade par les tirs confédérés.
À deux heures de l'après-midi le IXe corps lance une autre attaque, conduite par le brigadier-général John F. Hartranft, dont les hommes avancent perpendiculairement à la ligne ennemie et se trouvent, eux aussi, fauchés par un tir en enfilade. Dans la soirée, l'assaut de la division du brigadier-général James H. Ledlie (en) échoue à son tour (Ledlie étant ivre, un comportement qui se répétera à la bataille du Cratère).
« Nous trouvons l'ennemi, comme à l'accoutumée, dans une position très forte, défendue par des terrassements, et il apparait clairement que nous devrons en passer par le siège de Petersburg pour arriver au siège de Richmond [...] Allons, cela fait partie de la croisière, comme disent les marins. »
Les ingénieurs de Beauregard ont profité de la journée du 17 juin pour monter de nouvelles fortifications à un kilomètre et demi à l'ouest de la Dimmock Line, le long d'un ruisseau appelé Taylor's Branch et s'écoulant dans l'Appomattox. Tard dans la soirée, les Confédérés reculent pour occuper ces nouvelles positions. Beauregard exprime son ressentiment face au manque de soutien de la part de Lee. Il écrira, des années après la guerre : « L'Army of Northern Virginia était encore très loin et je n'avais pas réussi à convaincre son aimable commandant que j'étais en train de combattre toute l'armée de Grant avec moins de onze mille hommes ». De fait, Lee ignore systématiquement tous les appels à l'aide de Beauregard jusqu'à ce que son propre fils, le major-général de cavalerie W.H.F. "Rooney" Lee, ayant reconnu lui-même les mouvements de Grant, lui confirme la situation périlleuse de Petersburg. Le 18 juin, vers 3 heures du matin, il détache deux divisions de ses propres troupes, épuisées par la campagne d'Overland, au secours de Petersburg.

### 18 juin
L'arrivée des deux divisions de Lee, commandées par les majors-généraux Joseph B. Kershaw et Charles W. Field, porte à 20 000 l'effectif dont dispose Beauregard pour défendre la ville. Mais les forces de Grant ont, elles aussi, bénéficié du renfort du Ve corps de Gouverneur K. Warren et sont désormais 67 000. La première attaque de la journée est déclenchée à l'aube par les hommes du IIe et du XVIIIe Corps, partant de la droite des lignes de l'Union. Hancock, souffrant encore des séquelles d'une blessure reçue à Gettysburg, remet le commandement du IIe corps entre les mains du major-général David B. Birney. Ses hommes sont surpris de passer aussi facilement la première ligne confédérée, sans réaliser que Beauregard a fait reculer ses hommes la nuit précédente. Quand ils se heurtent à la seconde ligne de défense, leur assaut subit un coup d'arrêt brutal, et le IIe corps doit alors essuyer le feu confédéré pendant des heures.
À midi, les IXe et Ve Corps, qui ont dû parcourir une plus grande distance pour se joindre à l'attaque, viennent appuyer le IIe corps. La division du IXe corps conduite par le major-général Orlando B. Willcox relance l'assaut, mais elle subit de lourdes pertes dans les marais et la plaine que traverse le ruisseau de Taylor's Branch. Seuls 1 000 hommes de la division Willcox sortiront intacts du combat. Le Ve corps de Warren est quant à lui arrêté net par le feu meurtrier du saillant Rives (connu aussi sous le nom de Battery 27), une position située à l'intersection de la Dimmock line et de la Jerusalem Plank Road (aujourd'hui U.S. Route 301). C'est dans cette attaque que le colonel Joshua Lawrence Chamberlain est grièvement blessé en conduisant la 1re brigade de la 1re division du Ve corps. À 18h30, Meade ordonne l'assaut final, qui échoue avec des pertes énormes : le 1st Maine Heavy Artillery, un régiment de garnison reconverti de l'entretien du matériel d'artillerie à l'infanterie au début de la campagne d'Overland, perd 632 de ses 900 hommes dans l'assaut, enregistrant les pertes les plus élevées de n'importe quel régiment sur toute la durée de la guerre.

## Bilan
« C'est avec beaucoup de regret que je ne suis pas en mesure de vous confirmer plus de succès. »
N'ayant fait aucun progrès au terme de quatre jours d'assauts répétés, Meade ordonne à ses hommes de s'enterrer. Les Fédéraux déplorent 1 688 tués, 8 513 blessés et 1 185 prisonniers ou disparus. Les Confédérés enregistrent 4 000 pertes (200 tués, 2 900 blessés, 900 prisonniers ou disparus. Grant venait de laisser passer l'occasion de s'emparer facilement de Petersburg, mais Lee fut incapable d'empêcher l'armée de l'Union de mettre le siège devant la ville. Il allait durer jusqu'en avril 1865.